# حصان إبليس
مسعود بن فواز بن لاحم بن غرير، المعروف بحصان إبليس من أبرز فرسان الجزيرة من البراعصة من الموهة من علوى من قبيلة مطير. عاش مابين عام 1155 هـ إلى 1240 هـ

## تاريخه
أُطلق عليه لقب «حصان ابليس» بسبب شجاعته. وكانت له صولات وجولات كثيرة مع مطير أثناء نزاعها بين قبائل الجزيرة العربية وبسط سيطرتها على نجد في القرن الثاني عشر الهجري.

## وفاته
قتله مشعان بن هذال في مناخ الشامسية عندما اجتمع هو ومطير مع الترك والمغاربة وعدة قبايل.